# Инцидент у Солуну
Инцидент у Солуну је био велики дипломатски инцидент који се десио 6. маја 1876. године након што је руља убила конзуле Француске и Немачке у тада Османском граду Солуну (тада познат и као Салоника), Жила Мулина и Хенрија Абота. Након што је млада жена прешла у ислам, била је киднапована од стране хришћанских мушкараца. Бесна руља је покушала да врати девојку и у процесу су убили конзуле. Дипломатска реакција је уследила, која је водила до реформи у Османском царству.

## Позадина
1820 -их година, у Османском царству догодио се низ инцидената који су довели до смрти хришћана, нарочито масакр у Цариграду 1821. године, који је променио европско мишљење. Захтеви башибозука погоршали су ово осећање у наредним деценијама. Дана 15. јуна 1858. немири у Џеди, за које се верује да их је изазвао бивши шеф полиције као реакција на британску политику у Црвеном мору, довели су до масакра 25 хришћана, укључујући британског и француског конзула, чланова њихових породица и богатих грчких трговаца. Османско царство се такође све више ослањало на европске инвестиције и зајмове чак и за дневне издатке, што је европском јавном мњењу сметало јер се сматрало да су средства расипана у неефикасне пројекте и корупцију, доприносећи лошем имиџу Царства. Коначно, Узвишена Порта улазила је у период политичке нестабилности да би 1876. постала позната као „Година три султана“.
Дана 3. маја 1876. године, неколико жена је отело 16-годишњу жену по имену Стефана. Стефана, из Богданице, код Гевгелије, била је бугарског и хришћанског порекла, али је прешла у ислам против воље своје породице. Стефана се повезала са суседном турском и муслиманском породицом, која ју је одвела у свој дом и предложила да је доведе у Солун како би комплетирала административне папире који би званично усвојили њен прелазак у ислам. Да би то учинили, османски закон је захтевао да се обраћеник појави пред локалним већем и сведочи да је прихватио ислам слободно, као здрава одрасла особа и без присиле. Турци су Стефани дали традиционалну одећу, која се састојала од пуног огртача и вела, и одвели је у Ђевђелију где ће возом стићи до Солуна. Када се воз зауставио код Карасулија, Стефанина мајка Марија је била тамо и препознала је њену ћерку, коју је покушала да убеди да не прелази у ислам.
Воз је стигао у Солун ујутру 5. маја. Док је Стефана тражила од полицајаца да је отпрате до гувернерове резиденције, њена мајка је позвала у помоћ хришћанске пролазнике;  пошто је дан био грчки празник, на станици се затекла група од 150 хришћана, укључујући Џорџа Абота, и напали су Стефанине сапутнике. Ухватили су је, скинули традиционалну турску одећу, стрпали је у кочију и одвезли у резиденцију хаџи Лаззара.
Сутрадан се окупила руља која је захтевала од конзула да им преда Стефану.

## Инцидент
Ујутро 6. маја, гомила је почела да се окупља испред гувернерове резиденције. Како су гласине дивљале, људи су постајали немирни, што је навело начелника полиције, пуковника Салима Бега, да позове масу да се смири и разиђе. Власти су покушале да се смире тврдећи да ће Стефана ускоро бити ослобођена, али како су сати пролазили и гувернер остао празних руку, гомила се претворила у љуту руљу, са позивима да марширају у амерички конзулат и ослободе Стефану насилно.
Дана 6. маја око 15:00 сати, конзули Француске и Немачке, Абот и Мулин, сазнали су за метеж у граду. Одлучили су да оду код гувернера, Мехмеда Рефет-паше, или ради даљњих преговора о конверзији Стефане или ради процене ситуације на терену. Абот и Мулин нашли су се окружени руљом и одведени су у зграду поред џамије, где су нашли несигурно уточиште од гомиле, и врло релативну заштиту шачице полицајаца. Абот је затим написао писмо хаџи Лазару, позивајући га да одмах пусти Стефану, али је руља зауставила гласника и уништила писмо. Видевши да је писмо неделотворно и да власти нису имале никакву помоћ ни од артиљераца цитаделе, ни од маринаца гвоздених Иклалија на сидру у луци, Абот је написао другу поруку свом брату.
У међувремену, британски конзул, Ј. Е. Блант, сазнавши за инцидент који је у току, послао је своју поруку Аботовој браћи и пожурио на место инцидента. Тамо је, сведочећи о озбиљности ситуације, написао још једну поруку хаџи Лазару, такође га позивајући да поведе Стефану до џамије.
Након три четвртине сата, руља је почела проваљивати у просторију у којој су били конзули, извлачећи гвоздене решетке које су штитиле прозоре. Гомила је упала у зграду, провалила у собу и линчовала Абота и Мулина са овим гвозденим шипкама, испред Мехмед Рефет-паше, Салим-бега и неколико полицајаца, који су били беспомоћни у заштити конзула. Лешеви су додатно осакаћени након што су двојица мушкараца убијена.
Убрзо затим стигли су полицајци који су пратили Стефану. Када су изгредници потврдили њен идентитет, маса се разишла. Руља је тако престала да угрожава хришћанске четврти у граду и дозволила је паши да своју заштиту прошири на хаџи Лазара. Блант је вест о инциденту и убиствима телеграфисао британској амбасади у Цариграду и, упозоравајући да локалне власти немају потребне снаге за одржавање реда, затражио заштиту Краљевске морнарице.

## Последице
Европске владе су инструментализовале инцидент како би осрамотиле Османско царство, постављајући ултиматум тражећи побољшање безбедности странаца, као и оштре и брзе казне за одговорне. Ратни бродови распоређени у Средоземном мору као показатељ снаге да подрже захтеве.
Султан је заменио Рефат-пашу са Шериф-пашом за гувернера и послао трупе да одржавају ред. Ухапсили су 50 људи, од којих је шест јавно погубљено без суђења. Неколико јавних службеника је деградирано, а неки су осуђени на тежак рад. Осим тога, Османско царство је породицама жртава исплатило 40 000 енглеских фунти одштете.